# Langlaufen op de Olympische Winterspelen 1972
Langlaufen is een van de sporten die beoefend werden tijdens de Olympische Winterspelen 1972 in Sapporo.

## Heren

### 15 kilometer
| rang   | sporter(s)        | land | tijd     |
| ------ | ----------------- | ---- | -------- |
| Goud   | Sven-Åke Lundbäck | SWE  | 45:28.24 |
| Zilver | Fjodor Simasjov   | URS  | 46:00.84 |
| Brons  | Ivar Formo        | NOR  | 46:02.68 |
| 4      | Juha Mieto        | FIN  | 46:02.74 |
| 5      | Joeri Skobov      | URS  | 46:04.59 |
| 6      | Axel Lesser       | GDR  | 46:17.01 |
| 7      | Walter Demel      | FRG  | 46:17.36 |
| 8      | Gunnar Larsson    | SWE  | 46:23.29 |

### 30 kilometer
| rang   | sporter(s)          | land | tijd       |
| ------ | ------------------- | ---- | ---------- |
| Goud   | Vjatsjeslav Vedenin | URS  | 1:36:31.15 |
| Zilver | Pål Tyldum          | NOR  | 1:37:25.30 |
| Brons  | Johannes Harviken   | NOR  | 1:37:32.44 |
| 4      | Gunnar Larsson      | SWE  | 1:37:33.72 |
| 5      | Walter Demel        | FRG  | 1:37:45.33 |
| 6      | Fjodor Simasjov     | URS  | 1:38:22.50 |
| 7      | Alois Kälin         | SUI  | 1:38:40.72 |
| 8      | Gert-Dietmar Klause | GDR  | 1:39:15.54 |

### 50 kilometer
| rang   | sporter(s)          | land | tijd       |
| ------ | ------------------- | ---- | ---------- |
| Goud   | Pål Tyldum          | NOR  | 2:43:14.75 |
| Zilver | Magne Myrmo         | NOR  | 2:43:29.45 |
| Brons  | Vjatsjeslav Vedenin | URS  | 2:44:00.19 |
| 4      | Reidar Hjermstad    | NOR  | 2:44:14.51 |
| 5      | Walter Demel        | FRG  | 2:44:32.67 |
| 6      | Werner Geeser       | SUI  | 2:44:34.13 |
| 7      | Lars-Årne Bölling   | SWE  | 2:45:06.80 |
| 8      | Fjodor Simasjov     | URS  | 2:45:08.93 |

### 4 x 10 kilometer Estafette
| rang   | sporter(s)                                                          | land | tijd       |
| ------ | ------------------------------------------------------------------- | ---- | ---------- |
| Goud   | Vladimir Voronkov Joeri Skobov Fjodor Simasjov Vjatsjeslav Vedenin  | URS  | 2:04:47.94 |
| Zilver | Oddvar Brå Pål Tyldum Ivar Formo Johannes Harviken                  | NOR  | 2:04:57.06 |
| Brons  | Alfred Kälin Albert Giger Alois Kälin Eduard Hauser                 | SUI  | 2:07:00.06 |
| 4      | Thomas Magnusson Lars-Göran Åslund Gunnar Larsson Sven-Åke Lundbäck | SWE  | 2:07:03.60 |
| 5      | Hannu Taipale Juha Mieto Juhani Repo Osmo Karjalainen               | FIN  | 2:07:50.19 |
| 6      | Gerd Heßler Axel Lesser Gerhard Grimmer Gert-Dietmar Klause         | GDR  | 2:10:03.73 |
| 7      | Franz Betz Urban Hettlich Hartmut Döpp Walter Demel                 | FRG  | 2:10:42.85 |
| 8      | Stanislav Henych Jan Fajstavr Jan Michalko Ján Ilavský              | TCH  | 2:11:27.55 |

## Dames

### 5 kilometer
| rang   | sporter(s)             | land | tijd     |
| ------ | ---------------------- | ---- | -------- |
| Goud   | Galina Koelakova       | URS  | 17:00.50 |
| Zilver | Marjatta Kajosmaa      | FIN  | 17:05.50 |
| Brons  | Helena Šikolová        | TCH  | 17:07.32 |
| 4      | Alevtina Oljoenina     | URS  | 17:07.40 |
| 5      | Hilkka Kuntola         | FIN  | 17:11.67 |
| 6      | Ljoebov Moechatsjeva   | URS  | 17:12.08 |
| 7      | Beritt Mørdre-Lammedal | NOR  | 17:16.79 |
| 8      | Åslaug Dahl            | NOR  | 17:17.49 |

### 10 kilometer
| rang   | sporter(s)           | land | tijd     |
| ------ | -------------------- | ---- | -------- |
| Goud   | Galina Koelakova     | URS  | 34:17.82 |
| Zilver | Alevtina Oljoenina   | URS  | 34:54.11 |
| Brons  | Marjatta Kajosmaa    | FIN  | 34:56.45 |
| 4      | Ljoebov Moechatsjeva | URS  | 34:58.56 |
| 5      | Helena Takalo        | FIN  | 35:06.34 |
| 6      | Åslaug Dahl          | NOR  | 35:18.84 |
| 7      | Helena Šikolová      | TCH  | 35:29.23 |
| 8      | Hilkka Kuntola       | FIN  | 35:36.71 |

### 3 x 5 kilometer Estafette
| rang   | sporter(s)                                               | land | tijd     |
| ------ | -------------------------------------------------------- | ---- | -------- |
| Goud   | Ljoebov Moechatsjeva Alevtina Oljoenina Galina Koelakova | URS  | 48:46.15 |
| Zilver | Helena Takalo Hilkka Kuntola Marjatta Kajosmaa           | FIN  | 49:19.37 |
| Brons  | Inger Aufles Åslaug Dahl Berit Mørdre-Lammedal           | NOR  | 49:51.49 |
| 4      | Monika Mrklas Ingrid Rothfuß Michaela Endler             | FRG  | 50:25.61 |
| 5      | Gabriele Haupt Renate Fischer Anna Unger                 | GDR  | 50:28.45 |
| 6      | Alena Bartošová Helena Šikolová Milena Cillerová         | TCH  | 51:16.16 |
| 7      | Anna Duraj Józefa Chromik Weronika Budny                 | POL  | 51:49.13 |
| 8      | Meeri Bodelid Eva Ohlsson Birgitta Lindqvist             | SWE  | 51:51.84 |

## Medaillespiegel
| rang | land              | goud | zilver | brons | totaal |
| ---- | ----------------- | ---- | ------ | ----- | ------ |
| 1    | Sovjet-Unie       | 5    | 2      | 1     | 8      |
| 2    | Noorwegen         | 1    | 3      | 3     | 7      |
| 3    | Zweden            | 1    | 0      | 0     | 1      |
| 4    | Finland           | 0    | 2      | 1     | 3      |
| 5    | Tsjecho-Slowakije | 0    | 0      | 1     | 1      |
| 5    | Zwitserland       | 0    | 0      | 1     | 1      |
|      |                   | 7    | 7      | 7     | 21     |